# Camden (Ohio)
Camden – wieś w USA, w stanie Ohio, w hrabstwie Preble.
Liczba mieszkańców w 2000 roku wynosiła 2 302.